# 拉沙佩勒加斯利讷
拉沙佩勒加斯利讷（法語：La Chapelle-Gaceline，法語發音：[la ʃapɛl ɡaslin]）是法国莫尔比昂省的一个旧市镇，属于瓦讷区。2017年，拉沙佩勒加斯利讷与市镇拉加西伊和格莱纳克合并为新的拉加西伊。

## 地理
拉沙佩勒加斯利讷（47°47'1"N, 2°6'24"W）面积7.79 平方千米，位于法国布列塔尼大區莫尔比昂省，该省份为法国西北部沿海省份，位于布列塔尼半岛南部，北起阿摩尔滨海省、西接菲尼斯泰尔省，南濒大西洋，东南接大西洋卢瓦尔省，东临伊勒-维莱讷省。
与拉沙佩勒加斯利讷接壤的市镇（或旧市镇、城区）包括：卡朗图瓦尔、阿夫河畔锡克斯特、拉加西伊。

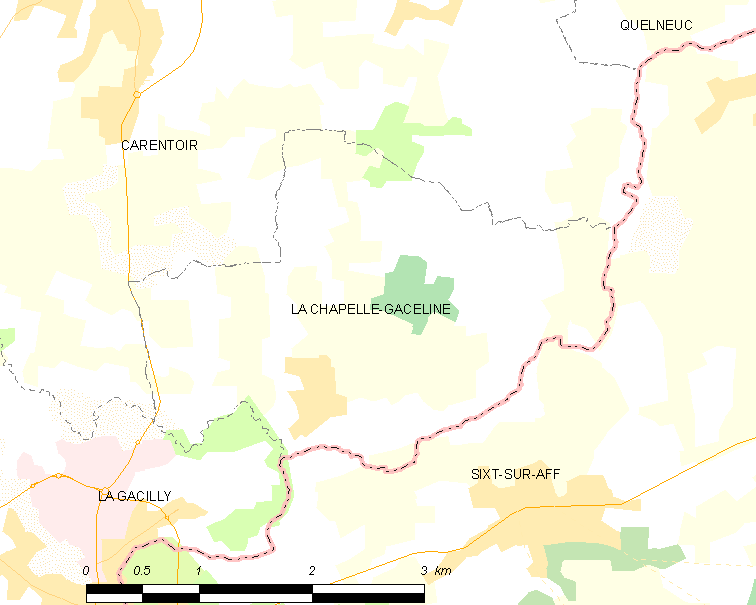
拉沙佩勒加斯利讷的OSM定位图

拉沙佩勒加斯利讷的时区为UTC+01:00、UTC+02:00（夏令时）。

## 行政
拉沙佩勒加斯利讷的邮政编码为56200，INSEE市镇编码为56038。

## 政治
拉沙佩勒加斯利讷所属的省级选区为盖尔县。

## 人口

1962-2008年间拉沙佩勒加斯利讷人口变化图示

拉沙佩勒加斯利讷于2018年1月1日时的人口数量为765人。